# Breuschwickersheim
Breuschwickersheim je francouzská obec v departementu Bas-Rhin v regionu Grand Est. V roce 2013 zde žilo 1 274 obyvatel.

## Poloha obce
Sousední obce jsou: Achenheim, Ernolsheim-Bruche, Hangenbieten, Ittenheim, Kolbsheim a Osthoffen.

## Vývoj počtu obyvatel
Počet obyvatel